# Schillingstedt
Schillingstedt är en ortsteil i staden Sömmerda i Landkreis Sömmerda i förbundslandet Thüringen i Tyskland. Schillingstedt var en kommun fram till 6 juli 2018 när den uppgick i Sömmerda. Kommunen Schillingstedt hade 277 invånare 2018.